# Embo S.p.A.

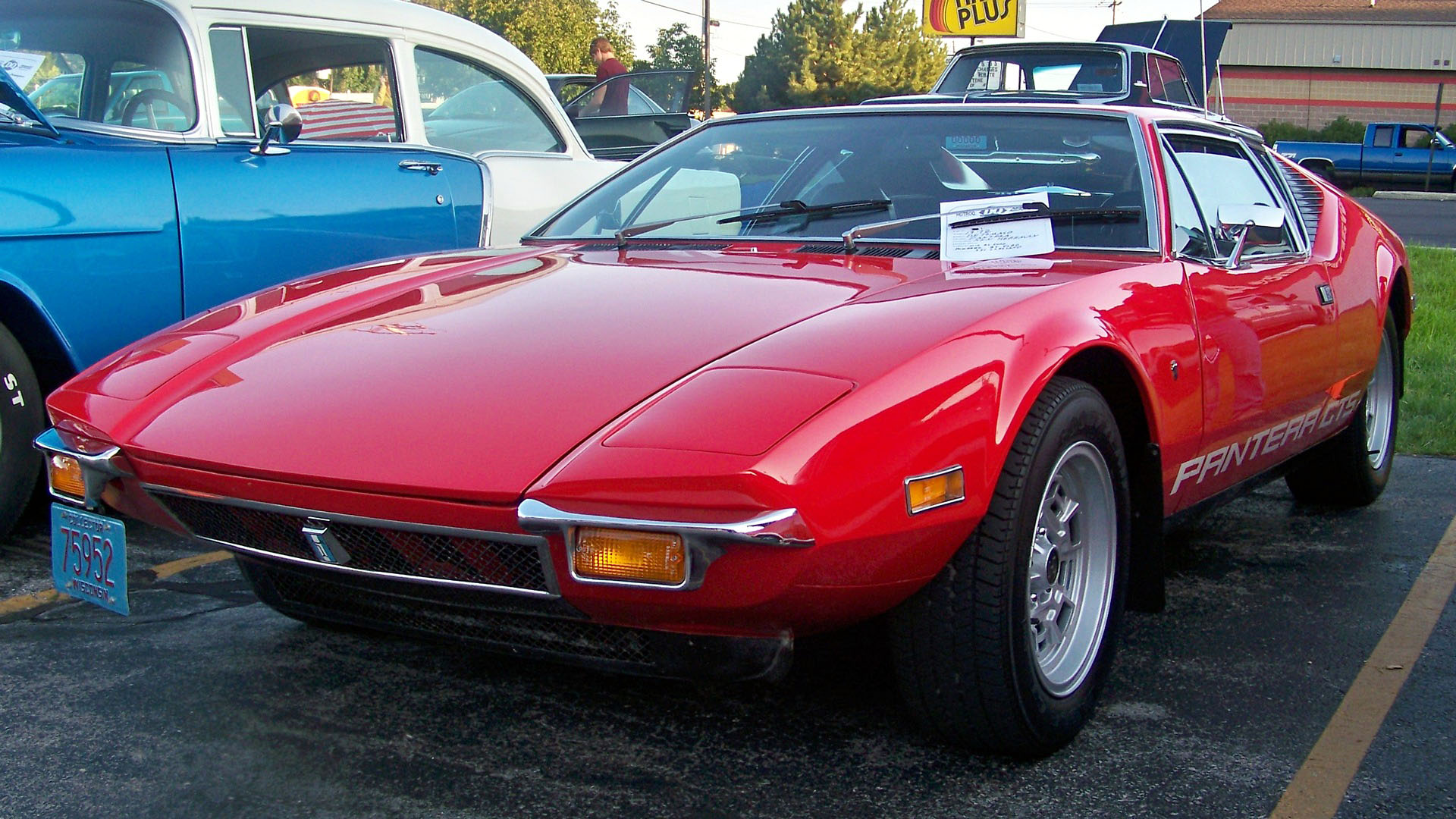
Seit 1979 bei Embo gebaut: Der De Tomaso Pantera

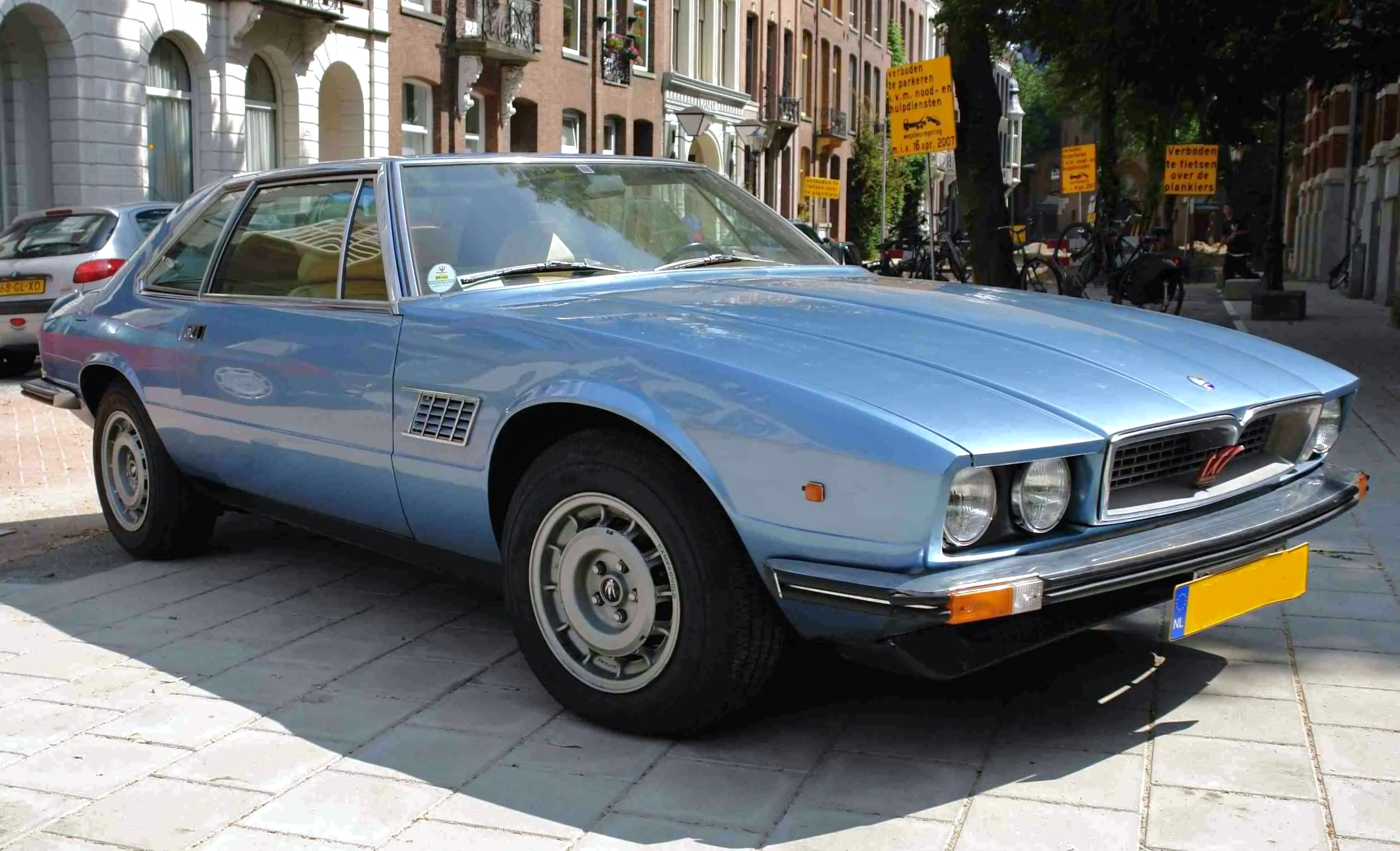
Rohkarosserien von Embo: Der Maserati Kyalami

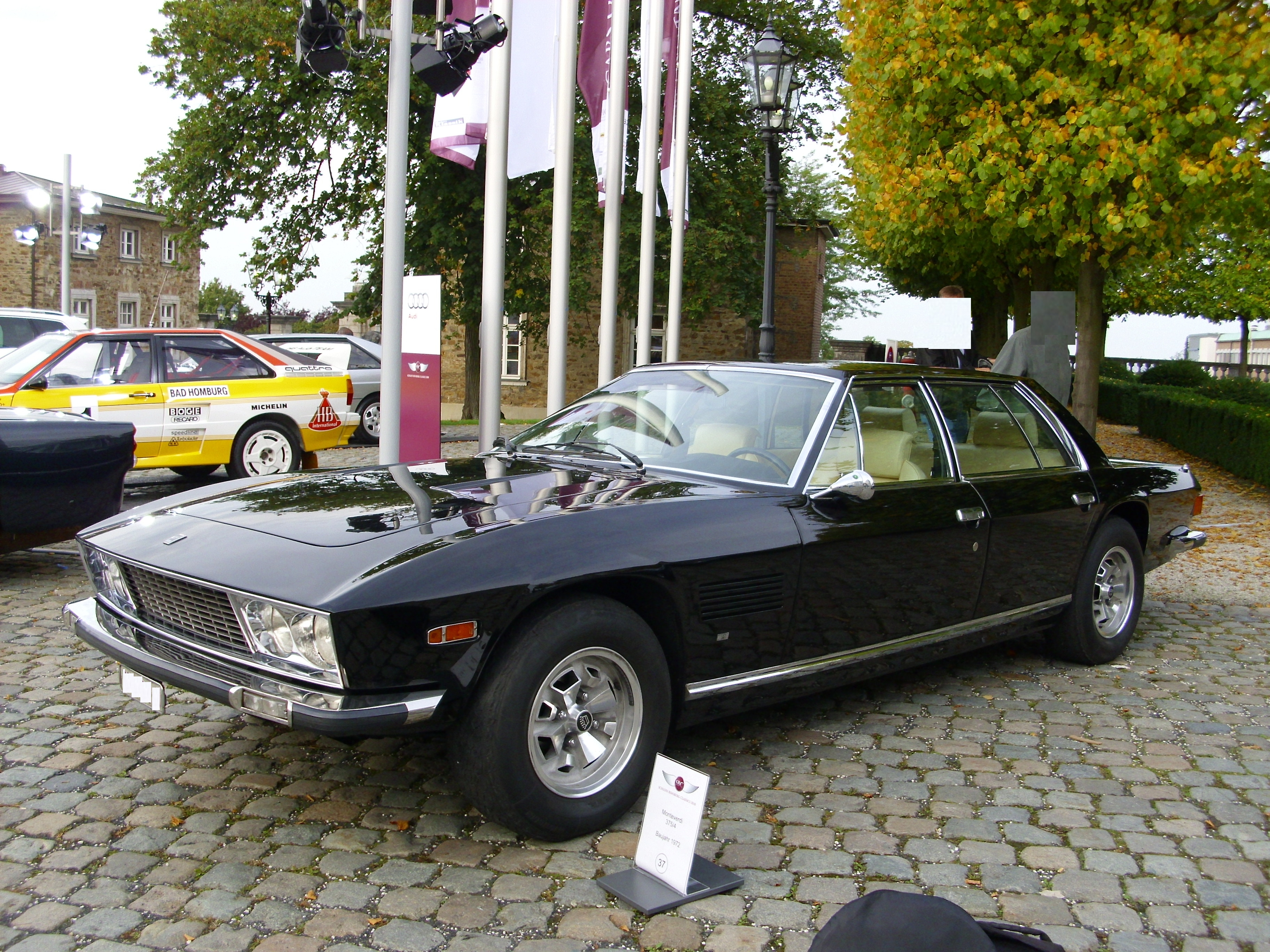
Einzelne Monteverdi High Speed 375/4 wurden bei Embo aufgebaut

Die Embo S.p.A. in Caramagna Piemonte ist ein Zulieferer für die europäische Autoindustrie und stellte früher Fahrzeuge unter eigenem Markennamen her.

## Unternehmensgeschichte als Karosseriewerk
Das Unternehmen wurde 1970 als Karosseriewerk gegründet. Bis in die 1980er Jahre hinein produzierte es Karosserien für kleine europäische Autohersteller. Teilweise handelte es sich um bloße Rohkarosserien, teilweise wurden die Fahrzeuge auch (nahezu) komplett zusammengebaut.
Embo arbeitete lange für De Tomaso und Maserati. Zu den Produkten von Embo gehörten unter anderem der De Tomaso Pantera. Zwischen 1979 und 1990 entstanden insgesamt 463 Panteras der ersten Serie, und von 1990 bis 1993 wurden noch einmal 41 Exemplare der zweiten Serie hergestellt, sowie der De Tomaso Longchamp und der weitgehend baugleiche Maserati Kyalami. Außerdem De Tomaso Deauville, einschließlich einer Kombiversion namens Giardinetta, die als Einzelstück für Elisabeth Heskell, die Gattin von Alejandro de Tomaso, 1985 aus einigen der letzten Deauville-Teile zusammengebaut wurde.
1982 stellte Embo auf eigene Initiative eine Cabriolet-Version des kurz zuvor präsentierten Maserati Biturbo vor. Das Cabriolet beruhte auf dem ungekürzten Biturbo-Fahrgestell und wies ein vergleichsweise massiges Verdeck auf. Zu einer Serienfertigung dieser Version kam es nicht. Stattdessen entschied sich der Maserati-Eigentümer Alejandro de Tomaso für eine Spyder-Version aus den Ateliers von Zagato in Mailand, die auf einem gekürzten Fahrgestell ruhte. Zagato sollte bis 1996 alle Spyder des Biturbo herstellen.
Daneben stellte Embo eine Reihe weiterer Einzelstücke her wie beispielsweise eine Cabriolet-Version des Innocenti Mini oder einen überarbeiteten Renault 5.
Von besonderer Bedeutung ist die Zusammenarbeit mit dem Schweizer Automobilhersteller Monteverdi. Zwar ließ Monteverdi in den 1970er Jahren die allermeisten Karosserien seiner Sportwagen bei Carrozzeria Fissore in Savigliano bei Mailand aufbauen; einzelne Karosserien wurden allerdings – möglicherweise aus Kapazitätsgründen – auch in anderen Werkstätten hergestellt. Embo stellte zumindest vier 375/L Coupés sowie zwei 375/4-Limousinen her (auf einer Internet-Seite kursierte 2007 eine inoffizielle Produktionsstatistik von Monteverdi, in der der Hersteller unzutreffend als BOEM bezeichnet wurde).
Nachdem in den 1980er Jahren der Markt für Kleinserienfahrzeuge immer schlechter wurde, stellte Embo sein Betätigungsfeld auf die Zulieferung von Blechteilen für diverse Automobile um. Bei Embo werden heute für eine Reihe europäischer Hersteller Karosserieteile – insbesondere für den Ersatzteilbereich – in großen Stückzahlen hergestellt.

## Automobile mit Markennamen Embo
Auf Basis des Fiat Campagnola fertigte Embo ab 1978 einen allradgetriebenen Geländewagen mit kurzem Radstand. Die Fahrzeuglänge betrug 3100 mm. Für den Antrieb standen drei verschiedene Motoren von Fiat zur Verfügung. Dies waren Benzinmotoren mit 2000 cm³ Hubraum und wahlweise 80 PS oder 110 PS sowie ein Dieselmotor mit 2500 cm³ Hubraum und 72 PS. 1980 erfolgte eine optische Überarbeitung. Das Modell erhielt nun den Namen Mega. 1982 endete die Produktion.